# Maria Laura da Bélgica
Maria Laura Zita Beatriz Gerardo (Maria Laura Zita Beatrix Gerhard; Woluwe-Saint-Lambert, 27 de agosto de 1988) é segunda criança e filha mais velha da princesa Astrid da Bélgica e de seu marido, o arquiduque Lorenzo da Áustria-Este. É neta do rei Alberto II da Bélgica e atualmente ocupa o sétimo lugar na linha de sucessão ao trono belga.
Maria Laura possui um irmão mais velho: Amadeu (nascido em 1986), um irmão mais novo: Joaquim (nascido em 1991) e duas irmãs mais novas: Luísa (nascida em 1995) e Letícia (nascida em 2003).

## Nascimento
A princesa Maria Laura nasceu no dia 26 de agosto de 1988, na Clínica Universitária St. Luc, em Woluwe-Saint-Lambert, uma comuna da Bélgica situada na Região de Bruxelas.
Todos os seus avós e bisavós são reais ou nobres; ela descende de famílias reais dinamarquesas, britânicas, portuguesas, espanholas, alemães, austríacos, belgas, italianas, suecas e francesas.

## Educação
Maria Laura foi criada até 1993, em Basileia, Suíça, altura em que seus pais decidiram mudar-se para a Bélgica. Ela foi educada, assim como seus irmãos e primos mais jovens, com os jesuítas na escola Saint-Jan Berchmans, em Bruxelas. Completou seus estudos secundários na Escola Internacional de St. John, em Waterloo, Bélgica, durante os quais ela se envolveu em um pequeno acidente (veja abaixo). Ela, então, foi para Londres, e participou da SOAS, Universida de Londres, onde aprendeu a língua chinesa. Em 2007/2008, ela passou um período na China como parte de seus estudos. Em 2008, matriculou-se no Instituto Nacional de Línguas e Civilizações Orientais em Paris, França, onde estuda atualmente.

## Vida pública
A princesa Astrid tenta ao máximo proteger a vida privada de seus filhos. Portanto, são poucas as vezes em que Maria Laura pode ser vista aos olhos do público.
Ela aparece constantemente em fotos de família e esteve presente nos casamentos de seus tios, o príncipe Filipe, Duque de Brabante com Matilde d'Udekem d'Acozm, em 1999; e o príncipe Lourenço com Claire Coombs, em 2003.
Também apareceu em público algumas vezes ao lado de sua mãe, incluindo o casamento de sua prima de segundo grau, a arquiduquesa Marie-Christine com o conde Rodolphe van Limburg-Stirum.

## Menções na mídia
Em 9 de setembro de 2005, Maria Laura, junto com outros seis estudantes, estavam caminhando em direção a Escola Internacional de St. John, em Waterloo, quando um ônibus colidiu com três carros e rolou várias vezes. Todos os alunos conseguiram escapar antes que ônibus explodisse em chamas. Maria Laura escapou ilesa, mas foi levada a um hospital próximo para ficar sob observação e foi liberada algumas horas depois.

## Títulos e estilos
- 26 de agosto de 1988 - 2 de dezembro de 1991: "Sua Alteza Imperial e Real, arquiduquesa Maria Laura da Áustria-Este, Princesa Imperial da Áustria, Princesa Real da Hungria e Boêmia."
- 2 de dezembro de 1991 - 7 de fevereiro de 1996: "Sua Alteza Imperial e Real, princesa Maria Laura da Bélgica, Arquiduquesa da Áustria-Este, Princesa Imperial da Áustria, Princesa Real da Hungria e Boêmia."
- 7 de fevereiro de 1996 - presente: "Sua Alteza Imperial e Real, princesa Maria Laura da Bélgica, Arquiduquesa da Áustria-Este, Princesa Imperial da Áustria, Princesa Real da Hungria e Boêmia, Princesa de Módena."

Todos os filhos do arquiduque da Áustria-Este, Lorenzo, ostentarão o título "Príncipe/Princesa da Bélgica" por decreto real belga de 2 de dezembro de 1991, além de seus títulos austríacos: "Arquiduque/Arquiduquesa da Áustria-Este, Príncipe/Princesa Imperial da Áustria, Príncipe/Princesa Real da Hungria e Boêmia, Príncipe/Princesa de Modena". Internacionalmente, Maria Laura é denominada brevemente como "SAI&R Princesa Maria Laura da Bélgica, Arquiduquesa da Áustria-Este".